# Karolina Světlá

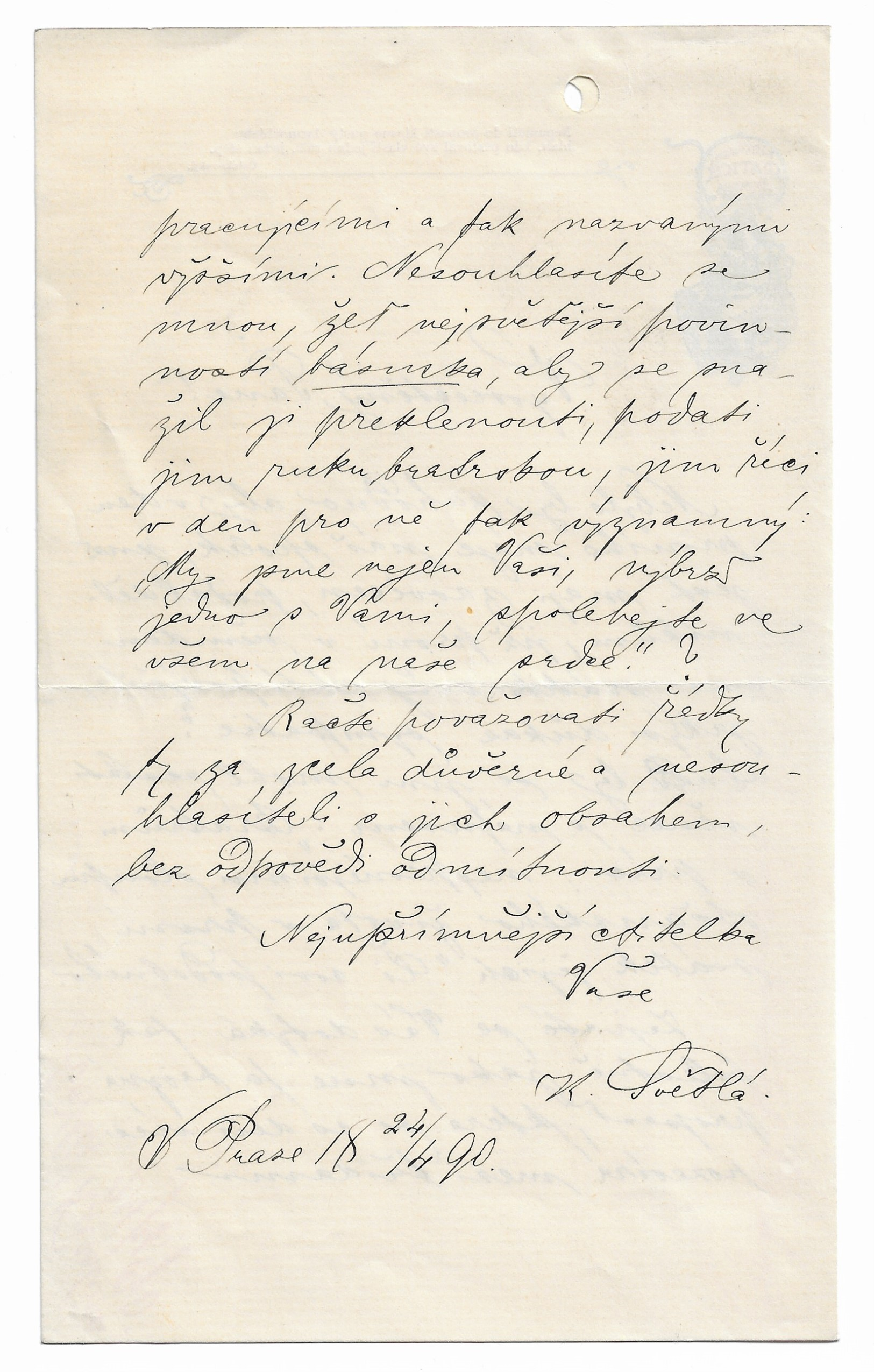
Druhá strana dopisu Karoliny Světlé, kdy píše o oslavách Prvního máje.

Karolina Světlá, vlastním jménem Johanna Nepomucena Rottová, provdaná Mužáková (24. února 1830 Praha – 7. září 1899 Praha), byla česká spisovatelka, představitelka generace májovců. Je považována za zakladatelku českého vesnického románu.

## Život
Karolina Světlá pocházela z jedné z větví zámožné rodiny Rottovy (firma V. J. Rott v Praze). Jejím otcem byl obchodník Eustach Jakub Rott (1795–1869), matka Anna, rozená Vogelová (1811–1882). O babičce Kateřině Vogelové napsala Karolina Světlá povídku Purkmistrovic Katynka. Jejím dědou byl Eustach Antonín Rott (1768–1815). Měla sestru Sofii (provdaná Sofie Podlipská, spisovatelka a překladatelka, 1833–1897) a bratra Jindřicha (1837–1906).
V mládí se jí dostalo vzdělání; kromě němčiny a češtiny ovládala také francouzštinu. Její dílo a život velmi ovlivnilo přátelství s Janem Nerudou (jejich platonický vztah vyzradila přítelkyně Karoliny Světlé Marie Němečková) a s Boženou Němcovou, ze zahraničních literátů její tvorbu ovlivnila francouzská spisovatelka George Sandová. Mimo to však její dílo ovlivnila i smrt její jediné dcery (podobně jako u Boženy Němcové, které zemřel syn Hynek roku 1853).
Dne 7. ledna 1852 se vdala za svého učitele hry na klavír Petra Mužáka (1821–1892), který ji také uvedl do kruhů české společnosti, kde se sblížila s Boženou Němcovou. Literárně začala tvořit koncem 50. let, kdy překonávala krizi způsobenou smrtí svého jediného dítěte, tříměsíční dcery Boženky (1852–1853). Manželovo rodiště Světlá pod Ještědem bylo inspirací pro její pseudonym a život v Podještědí, kam jezdila na léto, pro její tvorbu.
Od roku 1875 trpěla oční chorobou a musela svá díla diktovat. Její sekretářkou a společnicí byla její neteř Anežka Čermáková-Sluková.
Karolina Světlá byla členkou několika emancipačních spolků. Roku 1871 založila tzv. Ženský výrobní spolek český, který pak i několik let řídila; cílem spolku byla pomoc dívkám z chudých rodin vzděláním a prací. Spoluzaložila Americký klub dam, společně s Vojtěchem Náprstkem. Působila i jako novinářka, jejím hlavním tématem bylo postavení ženy ve společnosti.
S manželem, profesorem Petrem Mužákem bydlela v Praze v ulici Ve Smečkách a v domě U Kamenného stolu na Karlově náměstí.
Světlá byla přesvědčena, že ženy svými vlohami a inteligencí jednou dokáží, že jsou schopné studovat a samostatně se rozhodovat. Svým rozhledem působila na nejbližší okolí jako žena, jaká se v tehdejší společnosti běžně nevyskytovala.

## Dílo

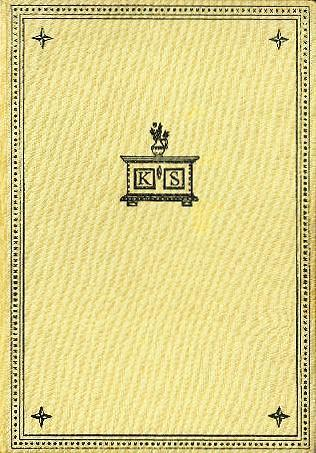
Vazba dobového vydání

Byla ovlivněna Boženou Němcovou. Pokud ve svých dílech narážela na sociální tematiku (činila tak poměrně často), uvažovala o služkách jako o členech rodiny. Zpočátku psala o pražském měšťanském prostředí, z něhož pocházela. K. Světlá vytvořila několik tzv. pražských próz, ale nebyly zdaleka tak úspěšné jako její prózy venkovské.
- Černý Petříček (1871) – líčí zde staropražský život obchodníka na trhu[12]
- Upomínky (1874) – pojednává o svém životě a o životě typické pražské rodiny 30. a 40. let 19. století[13]
- Zvonečková královna (1872) – výrazně protikatolicky zaměřený román[14]
- První Češka (1861) – román o těžkém prosazování českého vlastenectví v pražské poněmčelé společnosti (částečně autobiografické dílo)

### Ještědské prózy

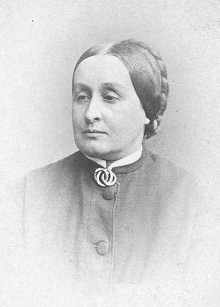
Karolina Světlá na sklonku života

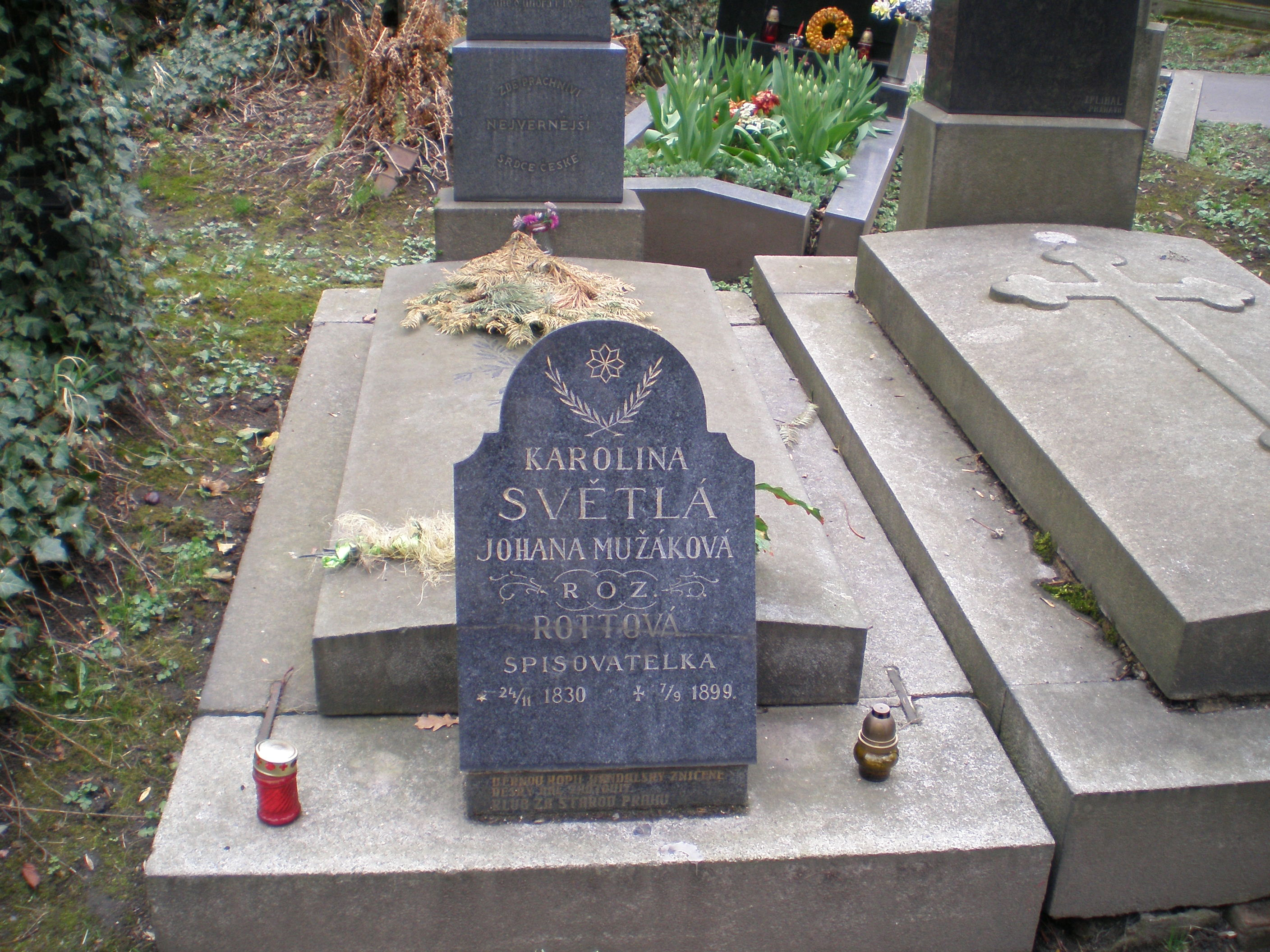
Hrob Karolíny Světlé na Olšanských hřbitovech v Praze

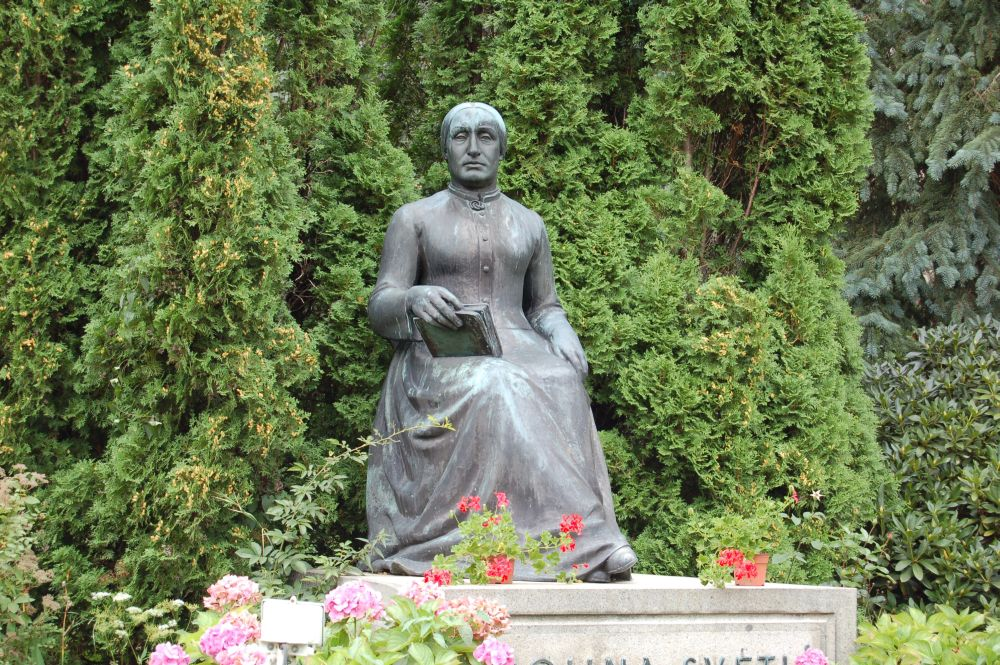
Pomník Karoliny Světlé ve Světlé pod Ještědem

Její nejslavnější prózy jsou z Podještědí, kam 30 let jezdila každé léto – tzv. ještědské prózy. Snažila se v nich podat charakteristiku venkovského lidu a zároveň řešit určité morální otázky, které považovala za důležité. Největší pozornost věnovala vztahu muže a ženy – jejími literárními hrdiny jsou vždy ženy, které jsou mravně a morálně silné. Tyto ženy jsou schopny obětovat svou lásku vyšším ideálům. Její hrdinky většinou nejsou spokojeny se svým životem a nenacházejí štěstí. Na jejich postavách Světlá demonstruje svou základní ideu: skutečné štěstí nelze dosáhnout porušením mravních zákonů.
Následujících 5 románů bývá nazýváno Ještědské romány. Světlá v těchto románech staví venkovskou společnost na vyšší mravní úroveň než pražské měšťáky.
- Vesnický román (1867) – tragédie manželství bez lásky. Ukazuje tu příklad nerovného manželství. Antoš Jirovec, který pracuje na statku, si po rychtářově smrti vezme rychtářku. Rychtářka se snaží Antošovi líbit, ale ten na ni kvůli práci na statku nemá čas. Rychtářka pojme podezření, že má jinou ženu. Najme si služku Sylvu, která se s Antošem velmi sblíží. Když rychtářka odejde ze statku, aby se od svých dětí nenakazila neštovicemi, Sylva se o ně i o Antoše stará. I když rychtářka umírá, Sylva si Antoše vzít nemůže, protože rychtářce před smrtí slíbila, že Antoš zůstane jejím. Nakonec Sylva ze statku odchází.[16]
- Kříž u potoka (1868) – hlavní hrdinka Eva bojuje za rovnoprávnost, končí tragicky. Obětuje svou lásku, aby zachránila manžela.[17]
- Nemodlenec (1873) – proti katolickému náboženskému fanatismu, relativita hodnot (sama často hájila a oslavovala ve svých dílech příslušníky jednoty bratrské)[18]
- Frantina (1870) – Frantina byla zvolena rychtářkou, ve vůdci loupežníků pozná svého vyvoleného a zabije ho sama. Před tím, než milého zavraždí, vede vnitřní spor (rychtářka × její osobní přesvědčení) nakonec přemůže svoje city a vůdce loupežníků zabije.[19]
- Kantůrčice (1869) – problém postavení ženy ve společnosti[20]
- Hubička a jiné ještědské povídky – povídku Hubička zpracovala Eliška Krásnohorská jako libreto ke stejnojmenné opeře Bedřicha Smetany. Mladý chlapec Lukáš se ožení bez lásky, ale stále myslí na svou lásku Vendulku. Po smrti své manželky se chce oženit s Vendulkou, ale ta odmítá předsvatební polibek s tím, že by to jeho ženu mrzelo. Lukáš jí začne dělat naschvály a ona odchází ke své tetě, překupnici pašovaného zboží. Lukáš ji hledá, a po delším čase ji najde. Vendulka ho pak políbí a vezmou se.
V knize jsou i další povídky, které nedosáhly významu Hubičky[21] (Přišla do rozumu, Sefka, Večer u koryta, Námluvy…)

### Povídky
Kromě těchto knih napsala celou řadu povídek (Společnice, Skalák, Cikánka, Černá divizna, Lesní panna, Z vypravování staré žebračky o svých rodičích Na úsvitě, aj.) uveřejněných v mnoha časopisech (Světozor, Lumír, Máj'', Kresby, Květy, Zlatá Praha, …). Většina z nich vyšla ve výboru sebraných spisů v nakladatelství Leopolda Kobra v 80. až 90. letech 19. století.

### Korespondence
Zachovala se její rozsáhlá korespondence, již udržovala se svou sestrou Sofií Podlipskou, se svou mladou přítelkyní Eliškou Krásnohorskou, ale i s Janem Nerudou.

## Karolina Světlá v umění

### Portréty
Karolína Světlá se přiměřeně svému společenskému postavení dávala ráda portrétovat, jak kresebně, tak v malbě a v pozdějším věku zejména fotograficky (ve sbírkách Muzea hl. m. Prahy, Národní galerie v Praze a Národního muzea). Nejznámější jsou dva pomníky vytvořené teprve po její smrti.
- portrétní busta spoluzakladatelky v průčelí budovy Ženského výrobního spolku čp. 1940/II v Resslově ulici č. o. 5 v Praze na Novém Městě (1896).
- pomník s bronzovou polofigurou Karolíny Světlé v Praze na Karlově náměstí, autor Gustav Zoula
- pomník – socha sedící spisovatelky ve Světlé pod Ještědem, autor Josef Bílek (1931)

### Životopisný film a romány
Biografická zpracování života Karoliny Světlé se z větší části opírají o dopisy (většinou opisy) zasílané mezi Nerudou a Světlou:
- Příběh lásky a cti (1977, scénář Jiří Šotola a Otakar Vávra, na téma vztahu Jana Nerudy a Karoliny Světlé, režie Otakar Vávra, hlavní role Božidara Turzonovová a Jiří Bartoška)
- Démantová spona (životopisný román o vztahu s Janem Nerudou, autorka Jaromíra Kolárová, vydal Československý spisovatel 1978)
- Blonďatá Kerolajn (dívčí román ze současnosti s informacemi o životě K. S., autorka Ivona Březinová, vydal Albatros 2006)
- Lásky Jana Nerudy (román, autor Ivo Pelant, vydalo Ottovo nakladatelství 2006)